# Òliba de Seram
L'òliba de Seram (Tyto sororcula almae; syn: Tyto almae) és un tàxon d'ocell rapinyaire nocturn de la família dels titònids (Tytonidae). Habita boscos de l'illa de Seram, a Indonèsia. El seu estat de conservació encara no ha estat avaluat per manca de dades suficients (DD).

## Taxonomia
Segons el Handook of the Birds of the World i la quarta versió de la BirdLife International Checklist of the birds of the world (Desembre 2019), aquest tàxon tindria la categoria d'espècie, la qual fou descrita com una espècie nova el 2013. Tanmateix, altres obres taxonòmiques, com la llista mundial d'ocells del Congrés Ornitològic Internacional (versió 12.2, juliol 2022), la consideren encara una subespècie del l'òliba de les Tanimbar (Tyto sororcula almae).